# 高低杠

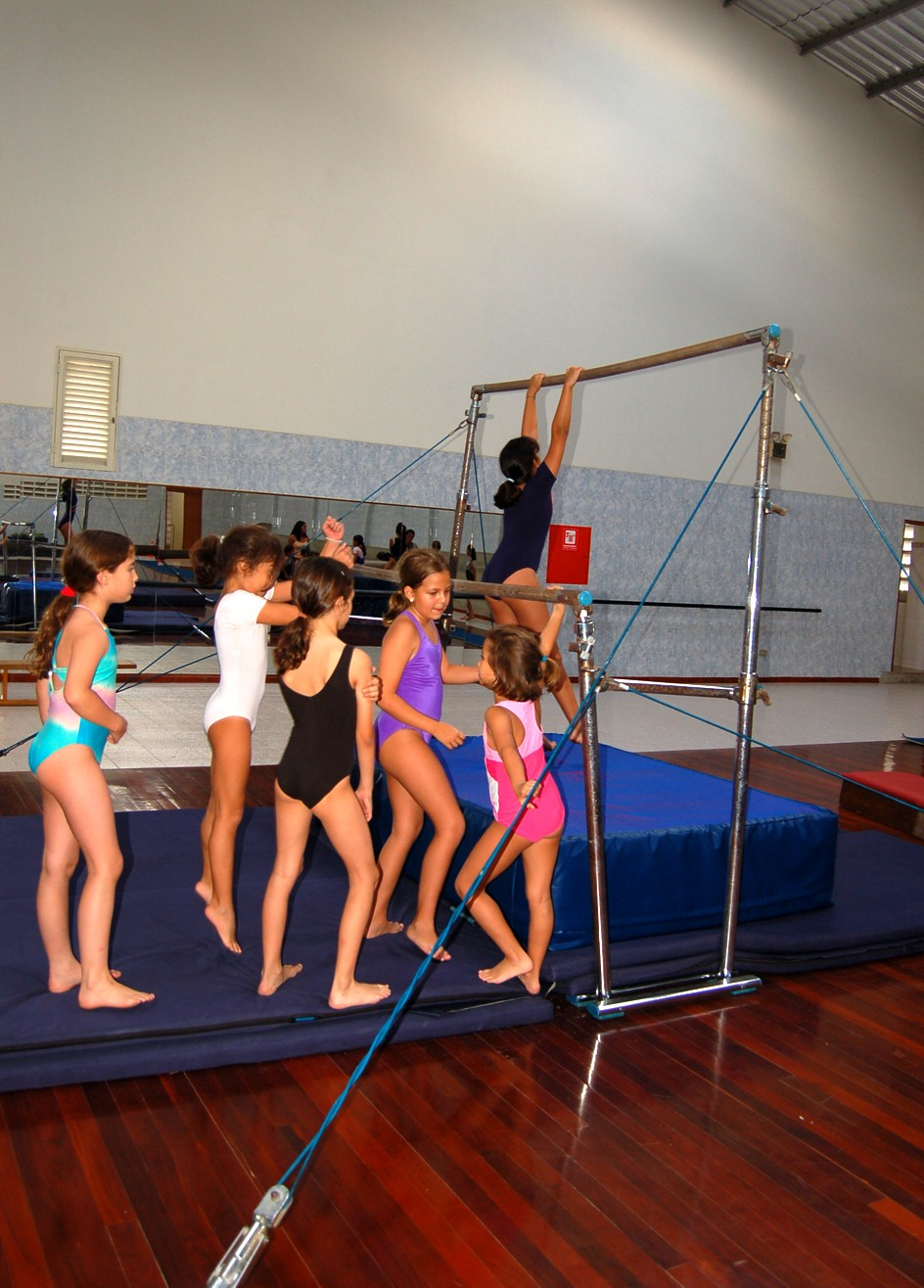
一群准备练习高低杠的小女孩

高低杠是竞技体操项目之一，只有女子体操有这个项目。金属的支架支起平行的，高度不同的两条杠，杠通常由木头、塑膠或复合材料制成。
高低杠从1952年被列为奥运会比赛项目。

## 器械要求
根据国际体操联合会的规定，标准高低杠器械要求如下：
- 高度包括20厘米落地垫
  - 高杠高度245厘米
  - 低杠高度165厘米
- 长度240厘米
- 两条杠的间距为130厘米到180厘米（可调节）

## 计分和规则
和其它体操项目一样，高低杠计分是根据国际体操联合会体操计分规则。
裁判从动作的难度、状态、技术和编排来计分。在高水平的比赛中，运动员要求完成5个特别的动作组，包括一个腾越动作（运动员需要离开高杠，完成一个空翻或者其它的飞行动作，再回到高杠）、一个换杠动作（从低杠到高杠和从高杠到低杠的飞行动作），还必须有近杠动作。运动员还要求摆动流畅，并完成一个杠上倒立动作。下法同样很重要，不仅要有难度，并且要求象“钉子”一样落地：双脚同时落地，不能前后分开，不能有小跳或跨步。
以下的情况都会导致扣分：动作错误或没有完成，从器械上跌落，停顿，无效摆动（技术动作之间多余的摆动），落地不稳和其它失误。
运动员比赛的时候允许使用护腕和绷带，也可以使用镁粉增加摩擦力。其它运动员和教练员可以帮助运动员在器械上抹镁粉。
和男子体操的单杠和吊环不同，运动员不可以从器械上开始动作。她们必须用一个简单或复杂的技术动作上器械，可以选择从高杠或低杠上杠，助跑和助跳板都可以使用。
当比赛开始后，教练不允许以任何方式干扰运动员。然而，教练可以在运动员做飞行动作或下法时站在落地垫边保护运动员。当运动员从杠上失误摔落时，教练可以接住她，教练还可以帮助运动员上高杠使她继续完成比赛。如果运动员上杠时使用了助跳板，教练或其它运动员允许快速上前搬走它，使它不会干扰后面的动作。

## 发展
高低杠被认为从男子项目的双杠发展起来的。因此，开始两条杠的距离非常近，运动员可以轻易地在两条杠之间切换。1950年代早期，常用的动作组合包括简单的回环、屈体和静止平衡。到1950年代后期，高低杠的趋势转为流畅的动作，运动员开始做更复杂的换杠等动作。下杠动作也开始出现。
1960年代晚期和1970年代早期，体育器械公司开始专门制造高低杠。当时的设计允许调节两条杠之间的距离，器械可以用钢索固定在地板上。同时，杠的直径变小了，这样运动员可以方便抓住，做摆动的动作也容易了很多。
在其它的体操项目的难度越来越高的同时，高低杠的难度也是不断发展，越来越多男子单杠的动作也被应用在了高低杠中。1972年，前苏联运动员奥尔加·科布特完成了“科布特空翻”，这也是第一个高杠上的空翻动作。罗马尼亚的纳迪娅·科马内奇继续加大了难度，她在1976年蒙特利尔奥运会上完成了后来以她名字命名的“科马内奇空翻”。向前大回环，是男子单杠的动作，后来也被女子体操采用，现在已经是高低杠的基本动作之一。
1980年代中期，因为更多的换杠的难度动作需要足够的空间，因此杠之间的距离加大了，
在所有女子体操的项目中，高低杠可能是改变得最彻底的。大部分50年代和60年代的动作，出于保护运动员的生理安全的目的现在已经完全淘汰了，例如用腹部作为支撑点的杠上旋转和腹部打杠等动作。而一些静止的动作和科布特空翻等动作，已经不在现在的体操计分规则里面了。

## 历届奥运会女子高低杠金牌、銀牌获得者
- 1952年 马尔吉特·科龙迪 (匈牙利)
- 1956年 阿格尼斯·凯莱蒂 (匈牙利)
- 1960年 波利娜·阿斯塔霍娃 (苏联)
- 1964年 波利娜·阿斯塔霍娃 (苏联)
- 1968年 薇拉·恰斯拉夫斯卡 (捷克)
- 1972年 卡伦·扬茨 (民主德国)
- 1976年 纳迪娅·科马内奇 (罗马尼亚)
- 1980年 玛克西·格瑙克 (民主德国)
- 1984年 朱丽安·琳·麦克纳马拉 (美国) 與 馬燕紅 (中国)
- 1988年 達妮艾拉·西莉華絲 (罗马尼亚)
- 1992年 陆莉 (中国)
- 1996年 斯维特兰娜·霍尔金娜 (俄罗斯)，周婉儀 (美國)、畢文靜 (中國)
- 2000年 斯维特兰娜·霍尔金娜 (俄罗斯)，凌潔 (中国)
- 2004年 埃米莉·勒潘内 (法国)
- 2008年 何可欣 (中国)，娜斯佳·柳金 (美國)
- 2012年 阿莉婭·穆斯塔芬娜 (俄羅斯)，何可欣 (中國)
- 2016年 阿莉婭·穆斯塔芬娜 (俄羅斯)，科西安 (美國)